# Blonay
Blonay est une ancienne commune et une localité de la commune de Blonay - Saint-Légier, située dans le district vaudois de la Riviera-Pays-d'Enhaut, en Suisse.

## Géographie
La localité s'étend entre 438 m d'altitude au point le plus bas jusqu'à 1 882 m au sommet du Pila. Avec une superficie de 1 625 ha, elle se classe 35e du canton de Vaud. La forêt occupe près de 45 % de la superficie totale de la commune avec 700 ha. Faisant également partie de l'extrême est de Lavaux, elle possède 30 ha de vignes.

## Armoiries
D'or à deux cœurs de gueules évidés, entrelacés et l'un versé.
Les habitants de Blonay, au centre d'une seigneurie importante, ont bénéficié d'une certaine autonomie administrative dès le XVe siècle et ont été affranchis collectivement en 1518. Un sceau communal datant de l’Ancien Régime est à la base des armoiries actuelles, dont les émaux ont été fixés en 1921.

## Histoire
Blonay est attesté aux environs de l'an 1228 ; le village figure alors en tant que paroisse dans la nomenclature du diocèse de Lausanne. Le château, propriété de la Famille de Blonay depuis sa construction, est avéré depuis 1175.
Le 27 septembre 2020, la commune de Blonay a accepté une convention de fusion avec la commune de Saint-Légier-La Chiésaz, qui est entrée en vigueur le 1er janvier 2022, pour former la commune de Blonay - Saint-Légier.

## Patrimoine bâti
Église
Château fort
La chapelle catholique romaine Sainte-Croix (Chemin de Cuarroz) a été construite en 1962 par les architectes Italo De Grandi et Roberto-Giovanni de Grandi 46° 28′ 05″ N, 6° 53′ 22″ E.

## Population

### Gentilé et surnom
Les habitants de la commune se nommaient les Blonaysans.
Ils étaient surnommés les Tire-Tronc (lè Tire-Tro en patois vaudois) et les Mutz (lè Moutzo), à savoir les Ours en bernois, pour avoir pris un tronc pour un ours et lui avoir tiré dessus.

### Démographie
| Année     | 1850 | 1860 | 1870 | 1880 | 1888 | 1900 | 1910 | 1920 |
| Habitants | 832  | 776  | 939  | 1038 | 1056 | 1048 | 1177 | 1108 |
| Année     | 1930 | 1941 | 1950 | 1960 | 1970 | 1980 | 1990 | 2000 |
| Habitants | 1247 | 1282 | 1351 | 1482 | 2116 | 3109 | 4239 | 4695 |

En 2020, la commune recensait 6215 habitants au 31 décembre. La part des étrangers se montait à 22,6 %.

## Tourisme
La commune compte sur son territoire le Chemin de fer-musée Blonay-Chamby, ainsi que le château de Blonay.

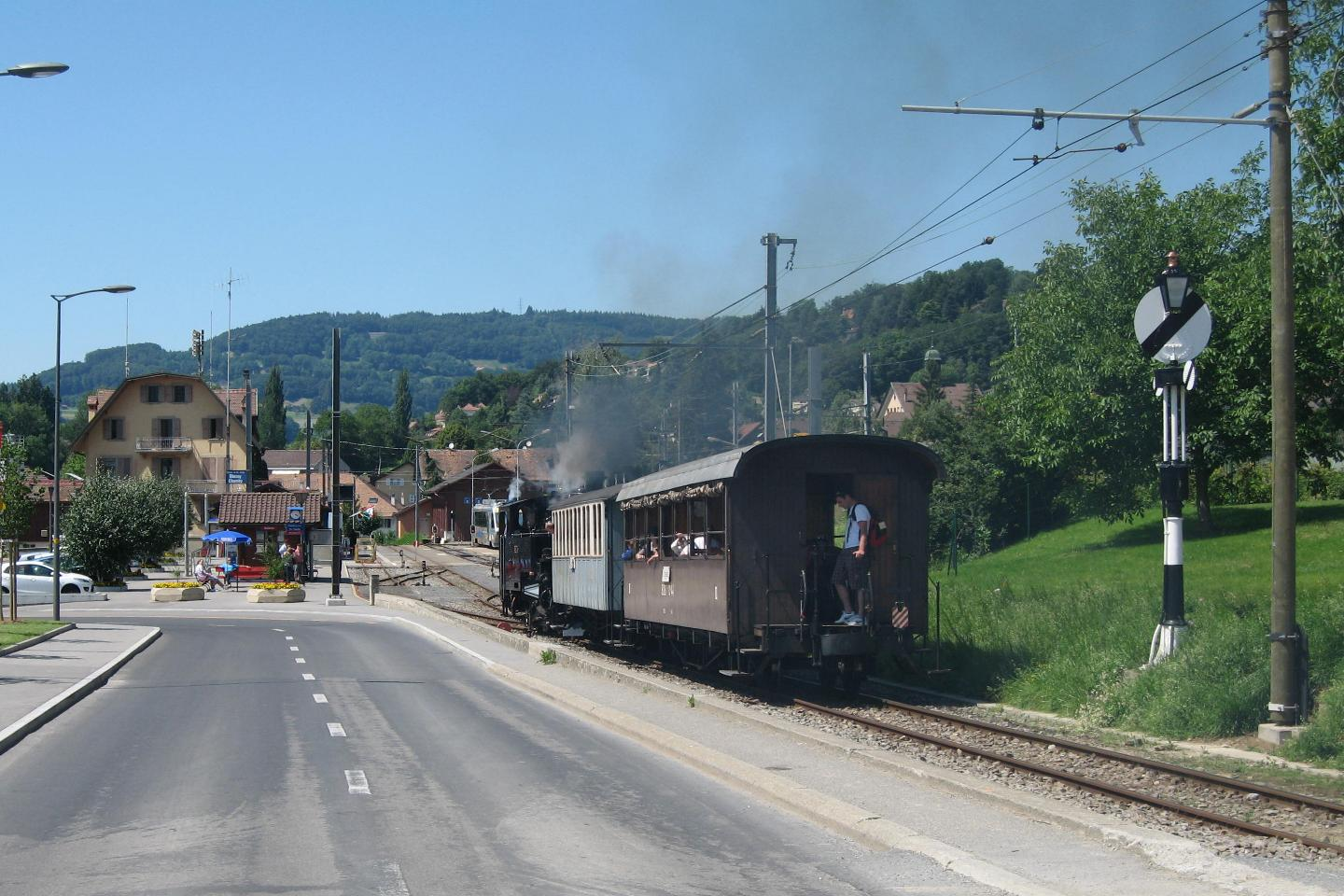
Train du chemin de fer-musée Blonay-Chamby devant la gare de Blonay, 2011.
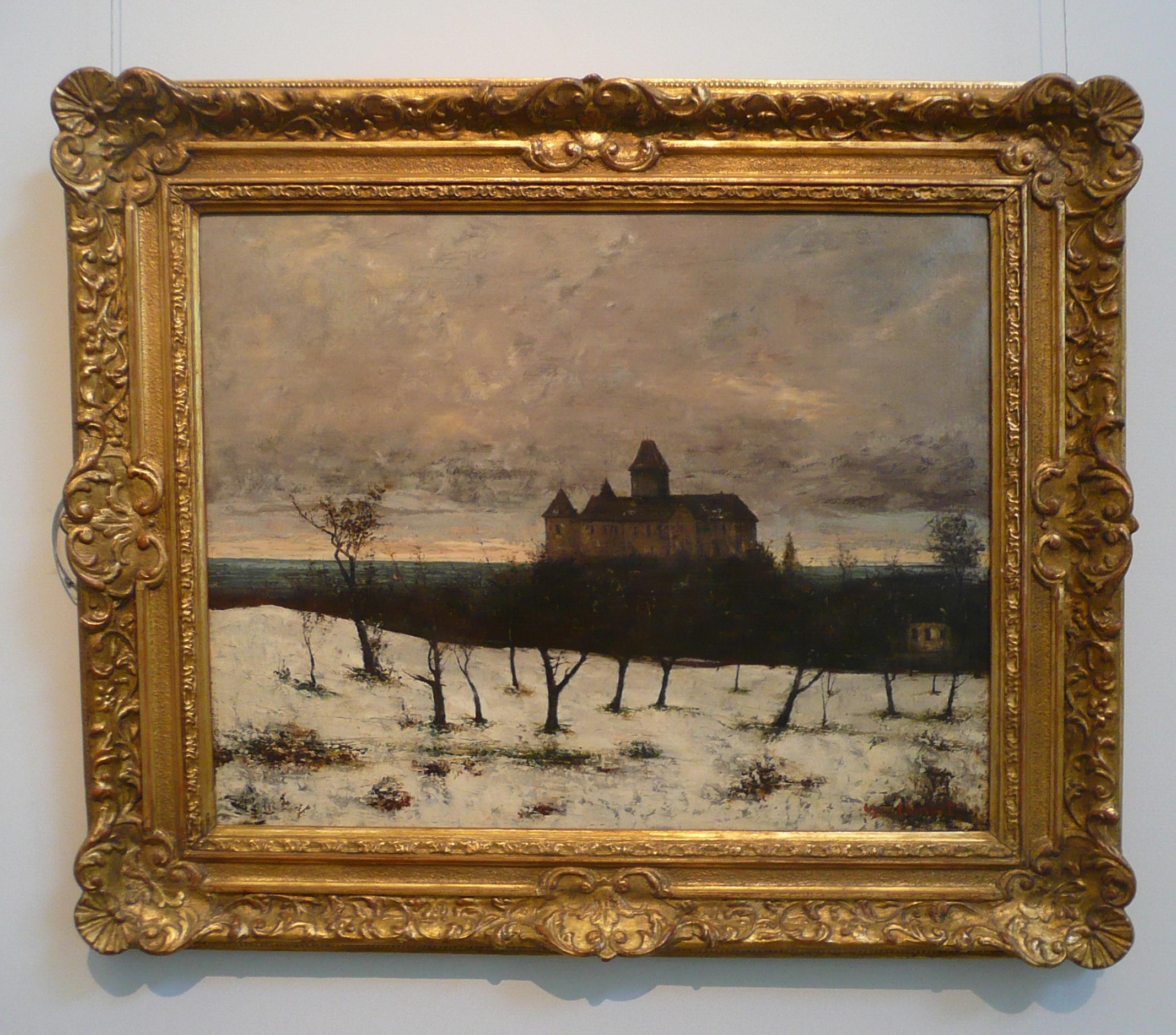
Le château de Blonay (c 1875) par Gustave Courbet.
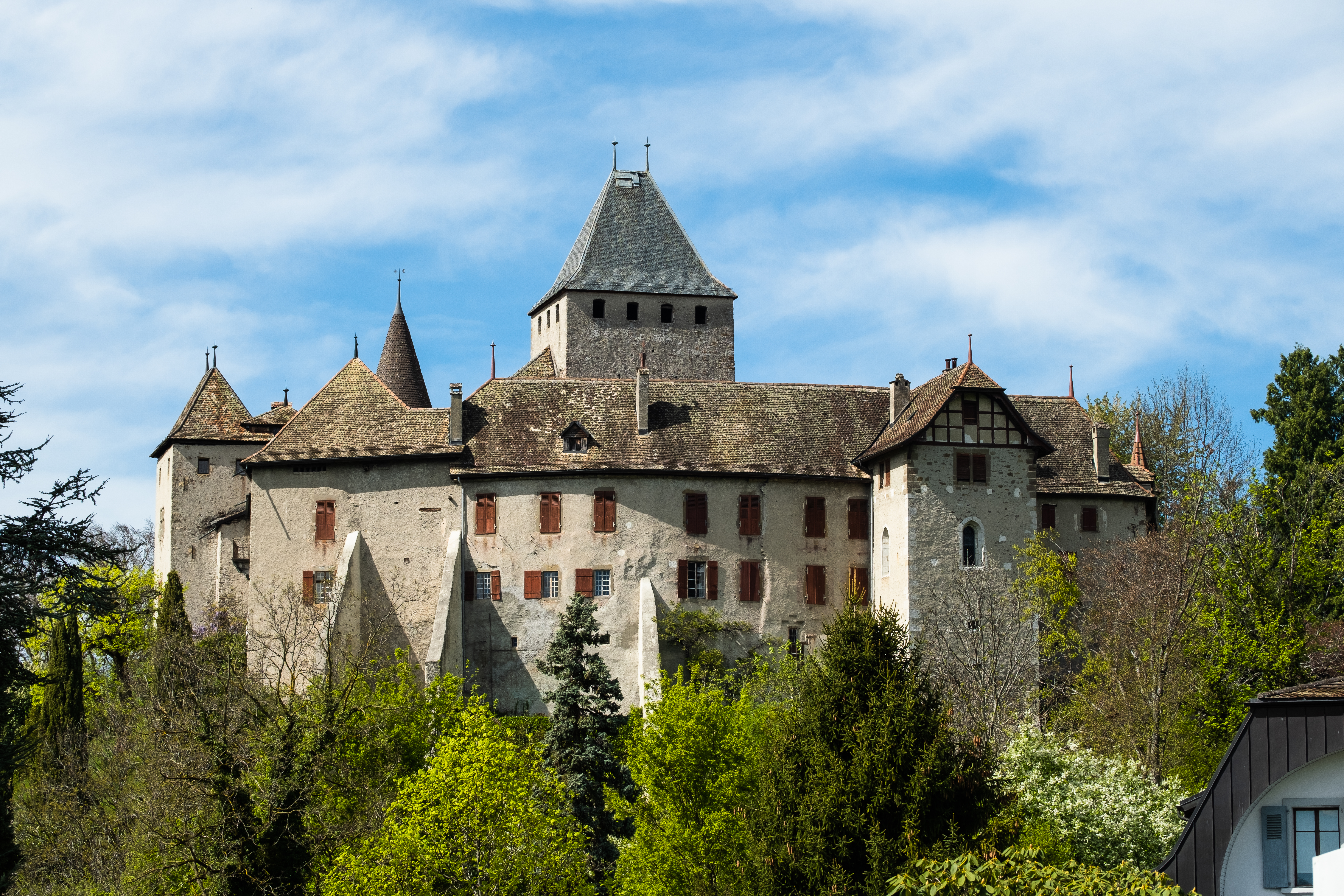
Le château de Blonay.

L'accès aux activités de plein air peut se faire avec le train depuis Blonay et/ou Vevey ainsi qu'en voiture ou à pied.
Le domaine skiable de moyenne altitude des Pléiades comporte quelques pistes skiables plutôt orientées débutants pour un total de 4 km de glisse.

## Éducation
L'Établissement primaire et secondaire de Blonay-Saint-Légier comporte 4 sites sur Blonay : le Grand-Pré (uniquement des classes 1re et 2e années), Cojonnex (classes de 3e à 6e années) et puis la scolarité des enfants de la 7ème à la 8ème se passe à St-Légier (Clos-Béguin). Pour ensuite retourner à Blonay avec l'enseignement à Bahyse de la 9ème à la 11ème.
Blonay abrite également l'École Chantemerle, située au Chemin de Chantemerle 7, 1807 Blonay. Cet établissement privé propose un enseignement primaire et secondaire, avec un accent sur une approche éducative individualisée. Il accueille des élèves dans un cadre d'apprentissage adapté à leurs besoins.

## Transports en commun
Blonay est une localité faisant partie du réseau Mobilis Vaud. Il y a un train pour Vevey et un pour Les Pléiades ainsi que des bus pour La Tour-de-Peilz et pour Clarens. Tous ces moyens de transports peuvent être pris à la gare de Blonay. Le Chemin de fer-musée Blonay-Chamby est une ligne musée.
La ligne de train Blonay-Les Pléiades dessert les hameaux éloignés du centre du village ainsi que les pistes de ski des Pléiades. 
La commune de Blonay possède un réseau routier d'une longueur totale de 67 km dont 14 km de niveau cantonal.